# Ахобланко
Ахобланко (шп. ajoblanco) је хладна супа типична у источном делу Андалузије (углавном Гранада и Малага). Прави се од хлеба, млевених бадема (у доба немаштине послератног периода, уместо бадема, користило се брашно од сувог пасуља), белог лука, воде, маслиновог уља, соли и понекад се дода и сирће. Обично се служи са грожђем или комадићима диње.